# Pythagore
Die Pythagore war der erste Gastanker, dessen Tanks nach dem Membranprinzip gebaut waren.

## Geschichte

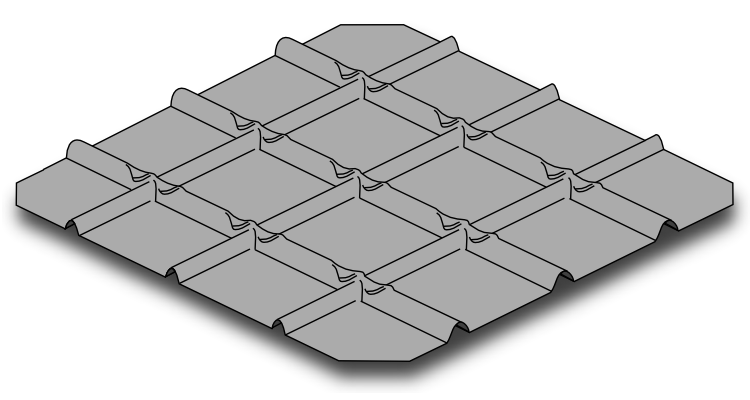
Schema der Tankmembran

Das Schiff wurde 1963 von Gazocéan, dem Seefahrtsunternehmen des Pariser Mutterunternehmens Technigaz, in Auftrag gegeben und 1963/64 von der Werft Ateliers Duchesne et Bossière in Le Havre gebaut. Die Pythagore war als Experimentalschiff ausgelegt und das erste seiner Art, dessen Gastanks nach dem bis heute angewandten Membranprinzip gebaut waren. Die Grundlage des Schiffsentwurfs bildete ein Doppelhüllen-Küstenmotorschiffstyp der Werft, in dessen zwei Laderäumen zwei 360 und 270 Kubikmeter fassende kubische Gastanks eingesetzt wurden. Die Transporttemperatur lag abhängig von der Art des zu transportierenden Gases zwischen −104 °C und −160 °C. Das Tanksystem war hauptsächlich für den Transport von Erdgas und Ethylen ausgelegt, es konnten aber auch andere Gase, wie zum Beispiel Propylen, Butan oder Butan gefahren werden. Bis 1975 wurde das Schiff als Gastanker genutzt, danach wurde es in den Senegal verkauft, wo es bis heute als Fischtransporter der Reederei Dakar Peche in Fahrt ist.